# Smalhus

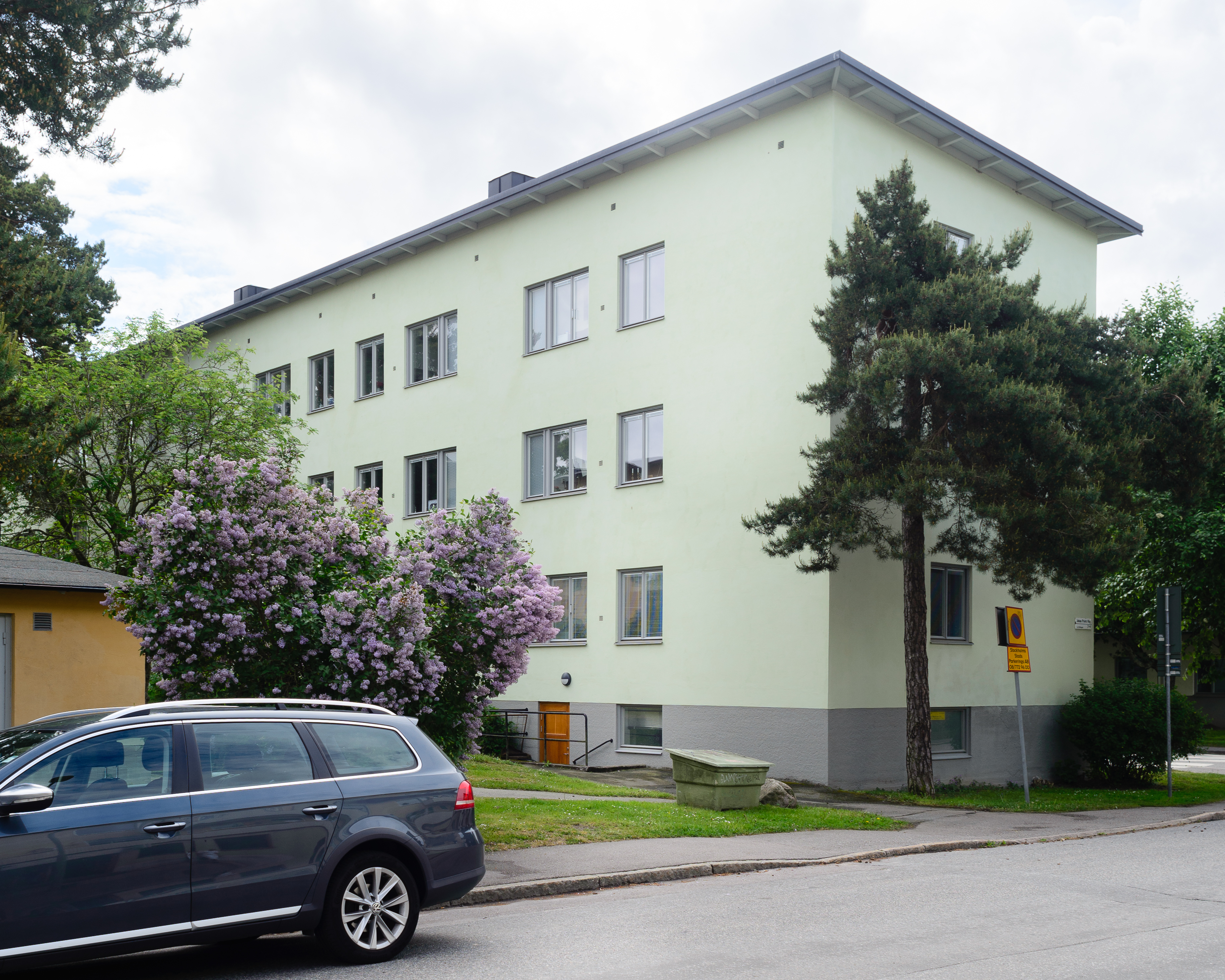
Smalhusområdet Hammarbyhöjden

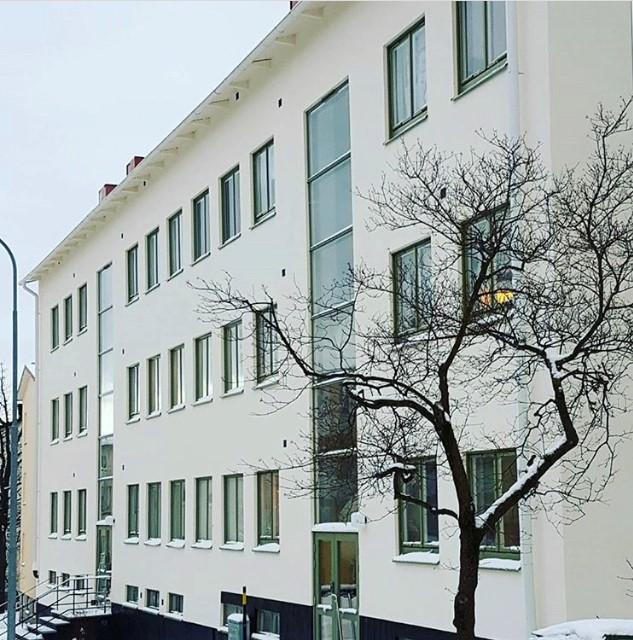
Smalhus ritat av Lennart Bergvall 1939, Per Lindeströms väg 88-90, Hammarbyhöjden.

Smalhus är en variant av lamellhus, det vill säga en friliggande huslänga i flera våningar. Smalhusen kan ställas i kontrast mot tjockhusen som var den andra typen av lamellhus som slog igenom i europeiskt bostadsbyggande på 1930-talet. Tjockhus ansågs vara ekonomiskt fördelaktiga att bygga, med flera smålägenheter kring varje trapphus, men lägenheterna blev enkelsidiga med en mörk inre del. Smalhusen presenterades som en lösning för att åstadkomma bättre och ljusare lägenheter. Smalhus är omkring nio meter breda (djupa) med endast två lägenheter per trapplan. Lägenheterna sträcker sig från fasad till fasad för god solbelysning oavsett väderstrecken.

## Smalhus i Sverige

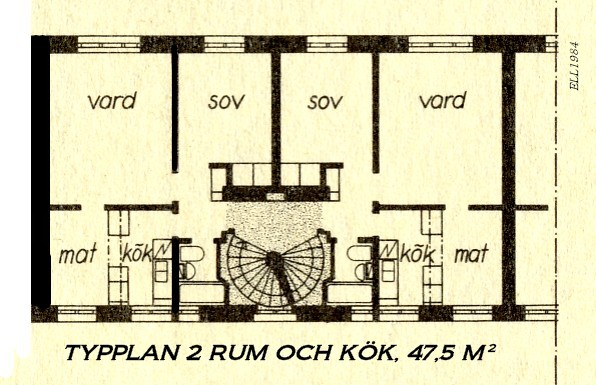
Typplan 2 rum o kök på 47,5 m²

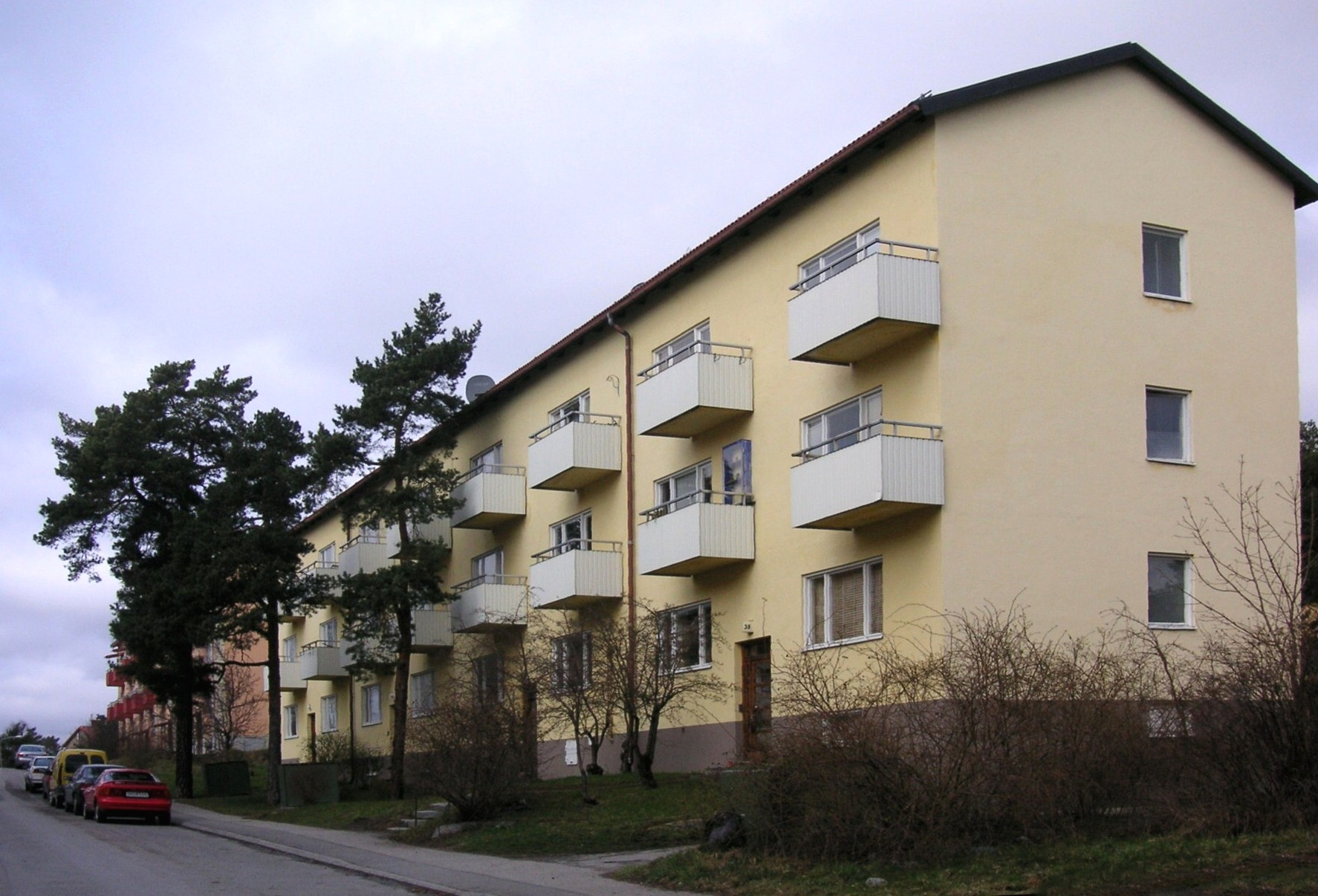
Smalhusområdet Traneberg

Smalhusen utgjorde stommen i det svenska bostadsbyggandet under framförallt 1930- och 1940-talet. Idén hade svenska arkitekter hämtat främst från 1920-talets Tyskland där arkitekter som Walter Gropius och Bruno Taut ritade funktionella minimibostäder, som skulle vara billiga att bygga och att bo i.
Under perioden 1934–1946 byggdes i Stockholm cirka 25 000 lägenheter i smalhus, huvudsakligen utanför innerstaden. Exempel på smalhusområden uppförda utanför Stockholms innerstad under denna period är Traneberg, Hammarbyhöjden, Midsommarkransen, Riksby, Abrahamsberg, Åkeslund, Åkeshov, Råcksta och Hägerstensåsen med tillsammans omkring 1 100 smalhus. I Göteborg finns många smalhus i bland annat Vidkärr, Torpa och Kyrkbyn. Stockholms första smalhus finns i Fredhäll på Wennerbergsgatan 3-7 (kvarteret Signallyktan) och byggdes av SKB. Byggnadsår 1943-44 och arkitekt var Edvin Engström.
Arkitektbröderna Ahlsén var anhängare av smalhus med högst 10,5 meters djup, sådana finns i Stockholm bland annat i Årsta centrum, medan HSB-arkitekten Sven Wallander förordade tjockhus som exempelvis hans byggnader på Kungsklippan och Fredhäll båda på Kungsholmen.

### Karakteristika
Ett typiskt svenskt smalhus från 1930- eller 40-talet:
- är 8–10 meter brett. Den egentliga definitionen av ett smalhus är att det har en bredd av högst 12 meter och har genomgående lägenheter.
- är ofta rätt lågt med 2–3 våningar
- ligger väl anpassat till terrängen, d.v.s. byggs med minimala ingrepp i naturen
- har ofta delar av källarvåningen ovan mark
- saknar vanligtvis vindsvåning (gäller inte alla smalhus) och täcks av ett ganska flackt sadeltak eller pulpettak
- är slätputsat i ljusa färger eller murat med fasadtegel
- har stora fönsterrutor utan spröjs
- har vanligen balkonger
- har centralvärme och sopnedkast
- har förråd och gemensam tvättstuga, torkrum och cykelrum i källarvåningen